# ラウル2世・ド・ブリエンヌ
ラウル2世・ド・ブリエンヌ（Raoul II de Brienne, 1315年 - 1350年11月19日）は、ウー伯・ギーヌ伯ラウル1世・ド・ブリエンヌとジャンヌ・ド・メロの息子。1344年に父よりウー伯位、ギーヌ伯位およびフランス軍総司令官（Connétable de France）の地位を継承した。

## 生涯
1340年にヴォー領主ルイージ2世・ディ・サヴォイアの娘カテリーナ（1388年没）と結婚したが、夫妻の間に子供は生まれなかった。ジャン・デュ・ボワという庶子が1人おり、1395年にラウルの子として認められたが、実際の親子関係は不明である。ラウル2世はアンゲラン7世・ド・クシーのはとこにあたる。
1346年、彼は戦闘中に初代ケント伯トマス・ホランドにカーンで捕らえられ、捕虜となった。1350年、身代金を集めるためにフランスへの帰国が許可された。しかし、ラウルはフランスに到着すると、フランス王ジャン2世の命により適正な手続きを経ずに捕らえられ、首を切り落とされて即刻処刑された。その理由は不明であるが、ラウル2世が自らの釈放と引き換えにトマスに自分の城とギーヌ伯領を与えることを約束したという噂があった。